# Apotropina gigantea
Apotropina gigantea är en tvåvingeart som först beskrevs av Becker 1916.  Apotropina gigantea ingår i släktet Apotropina och familjen fritflugor. Inga underarter finns listade i Catalogue of Life.